# I fratelli Oppermann
I fratelli Oppermann (titolo originale: Die Geschwister Oppermann) è un romanzo sociale di Lion Feuchtwanger, pubblicato in lingua tedesca nel 1933 dalla casa editrice Querido Verlag di Amsterdam con il titolo Die Geschwister Oppenheim. È il secondo romanzo della trilogia "Sala d'aspetto" (Wartesaal), preceduto dal romanzo Successo e seguito dal romanzo Esilio. Il romanzo racconta le vicende di una famiglia fittizia di ebrei tedeschi, gli Oppermann, le cui vite si intrecciano con quelle di altri personaggi, compresi militanti nazisti, tra la fine del 1932 e i primi mesi del 1933, ossia immediatamente prima, durante e dopo la presa del potere da parte dei nazisti in Germania.

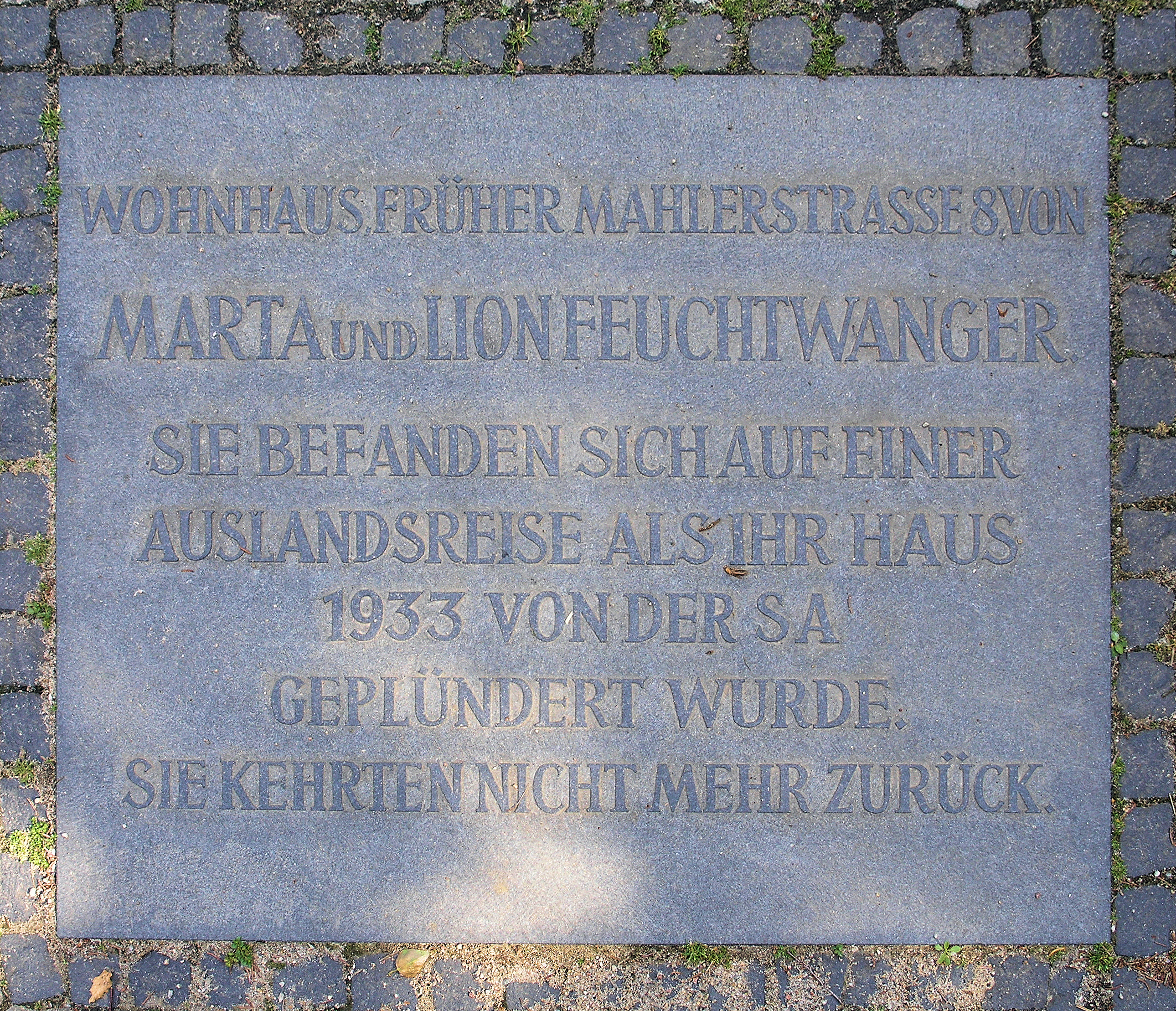
Targa commemorativa sul numero 8 della Max-Reger-Straße di Grunewald, nella realtà abitazione di Feuchtwanger e, nel romanzo, abitazione di Gustav Oppermann

## Storia editoriale
Lion Feuchtwanger era nato in una famiglia ebraica. L'ascesa al potere di Hitler nel gennaio 1933 lo colse mentre era negli Stati Uniti per un ciclo di conferenze. La sua abitazione a Grunewald fu devastata dai nazisti, i suoi libri banditi e bruciati. Condannato a morte in contumacia, Feuchtwanger si rifugiò a Sanary-sur-Mer, nel Sud della Francia.
Il romanzo fu scritto fra il marzo e il settembre 1933; il primo accenno al lavoro si trova infatti in una lettera di Feuchtwanger ad Arnold Zweig del 24 aprile 1933. Feuchtwanger utilizzò per la stesura del romanzo sia appunti che aveva preso mentre era ancora in Germania sia informazioni ricevute in esilio da amici tedeschi. Feuchtwanger utilizzò inoltre parte della sceneggiatura di un film antifascista che avrebbe dovuto essere diretto da Sidney Gilliat, su incarico del governo britannico; il film, non fu realizzato per ulteriori considerazioni di politica estera dei britannici. Il romanzo era pronto per essere stampato dalla casa editrice antifascista "Querido Verlag" di Amsterdam con il titolo Die Geschwister Oppermann, quando un nazista tedesco di nome Oppermann si oppose a quel titolo minacciando di morte il fratello dell'autore che viveva ancora in Germania; Lion Feuchtwanger informò della situazione Emanuel Querido e Fritz Landshoff, gli editori della Querido Verlag, e chiese che il titolo fosse cambiato in Die Geschwister Oppenheim.
Il romanzo fu tradotto già nel 1933 in inglese, ceco, danese, ungherese, norvegese, polacco, svedese, l'anno successivo uscì in Usa e in Francia; in Unione Sovietica ne fu fatta anche una trasposizione cinematografica nel 1938. Il romanzo fece molta impressione, come testimoniato da Sigmund Freud e Primo Levi; quest'ultimo ricorderà: «Solo un cieco e sordo volontario poteva dubitare sul destino riserbato agli ebrei in un’Europa tedesca: avevamo letto I fratelli Oppenheim di Feuchtwanger, importato nascostamente dalla Francia, [...] in cui si descrivevano le "atrocità naziste"; ne avevamo creduto una metà, ma bastava».
In Italia i diritti del romanzo furono acquistati dalla Mondadori, e il romanzo fu tradotto da Ervino Pocar nel 1934. Arnoldo Mondadori scrisse una lettera a Galeazzo Ciano per chiedere il permesso di pubblicare il volume, affermando fra l'altro che l'Autore si era mostrato disposto a consentire «quelle modificazioni del testo originale che saranno da noi ritenute necessarie». Non c'è traccia della risposta di Ciano negli archivi della Mondadori, ma il romanzo fu pubblicato da Mondadori solo nel 1946. Nel 2014 è apparsa una nuova edizione, approntata dalla casa editrice Skira, che ha ripreso la versione mondadoriana di Ervino Pocar, tuttavia rivista e modernizzata con il permesso degli eredi.

## Trama

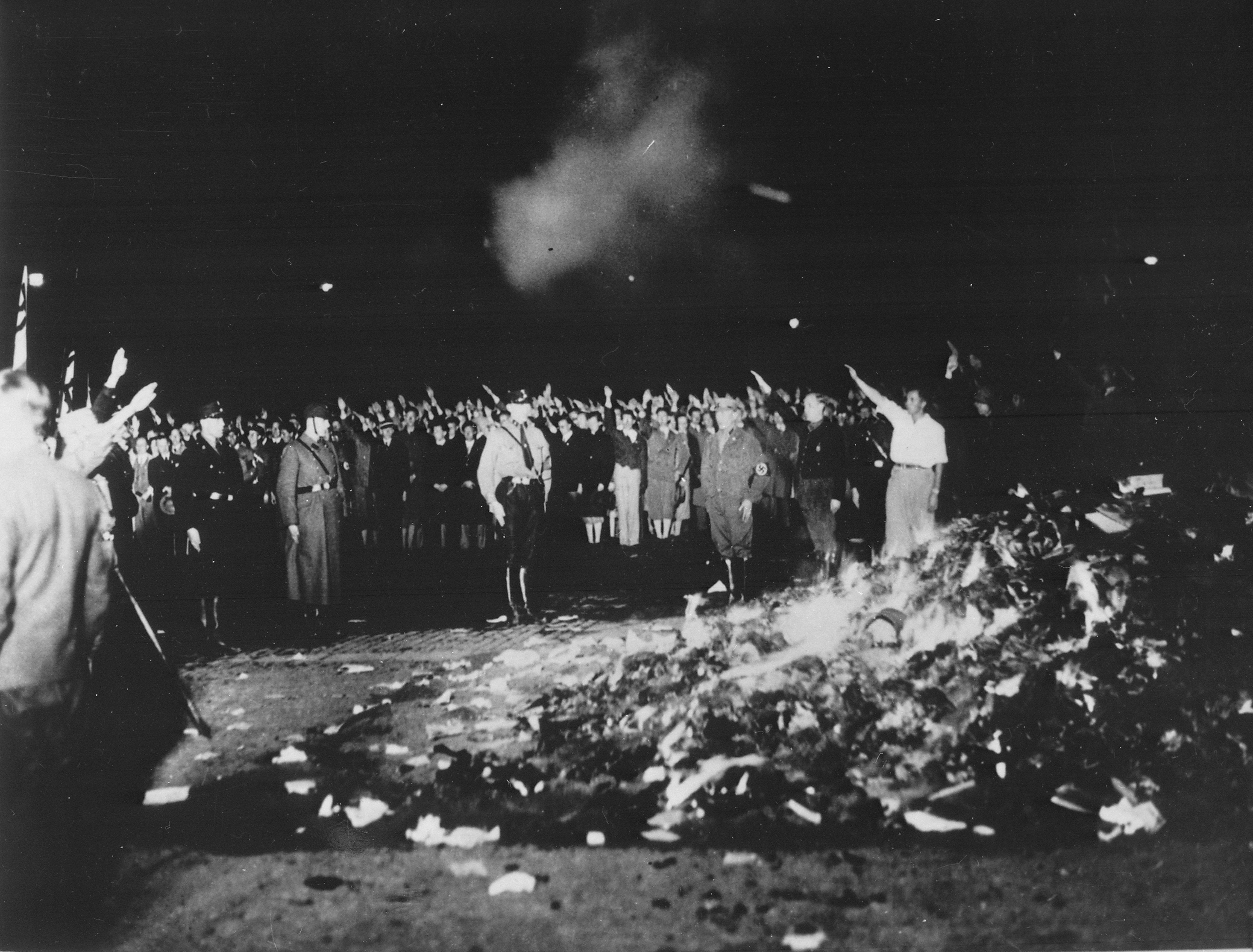
Rogo di libri da parte dei nazisti

### Libro primo: Ieri
Il romanzo si apre il 16 novembre 1932, giorno del cinquantesimo compleanno di Gustav Oppermann. Gustav è un raffinato intellettuale: impegnato nella biografia dell'illuminista tedesco Gotthold Ephraim Lessing, si è ritirato dall'attività dell'azienda familiare, la fabbrica di mobili "Oppermann". L'azienda è diretta dal fratello Martin il quale, per il genetliaco, regala a Gustav un ritratto del loro nonno Immanuel Oppermann, fondatore della ditta. Gustav è soddisfatto della sua vita, della sua bella casa a Grunewald e del suo amore per Sybil; non si preoccupa eccessivamente della popolarità di Hitler, e ritiene esagerati i consigli del suo fidato amico, il giurista professor Mühlheim, di prendere in considerazione l'idea di riparare all'estero.

Quasi tutti gli ebrei, tuttavia, alla fine del 1932 cominciano ad avere problemi. Martin Oppermann avverte una crescente avversione verso gli ebrei nella società tedesca e, sia pure malvolentieri, esamina la possibilità di associare la ditta Oppermann a quella del mobiliere non ebreo Wels e di cambiare il nome "Mobilificio Oppermann" con l'innocuo "Deutsche Möbelwerke" (Mobilificio Germanico). Berthold, il figlio di Martin, studente della seconda classe al liceo "Regina Luise", si trova in difficoltà con un suo nuovo insegnante, il professor Vogelsang, un fanatico nazionalista antisemita il quale dapprima gli impone di redigere una tesina su "Arminio il Tedesco" e poi aizza contro Berthold due studenti attivisti dell'organizzazione nazista "Aquilotti". L'ostilità di Vogelsang preoccupa sia il prof. François, il liberale preside del liceo "Regina Luise", sia alcuni membri della famiglia Oppermann, in particolare Jacques Lavendel, marito di Klara Oppermann, suo figlio Heinrich, e Ruth Oppermann, la giovane figlia di Edgar convinta sionista. Edgar Oppermann è un bravo chirurgo, ma incontra anch'egli difficoltà a causa dell'antisemitismo dei dirigenti ospedalieri e delle campagne antisemite della stampa nazionalista.

Il commesso della Oppermann Marcus Wolfsohn, anch'egli israelita, è vessato da Zarnke, un vicino di casa nazista il quale vorrebbe privarlo del suo appartamento per farlo occupare da un suo parente. Ai primi di gennaio 1932, al termine della festa di Hannukkah, il cognato di Wolfsohn, Moritz Ehrenreich, elenca numerosi episodi di antisemitismo che si sono verificati di recente in Germania e prospetta la necessità, per gli ebrei tedeschi, di partire quanto prima per la Palestina. Ma, come la quasi totalità degli ebrei tedeschi, anche Wolfsohn ha ancora fiducia nel popolo tedesco. «Il popolo era per la ragionevolezza e non abboccava alle chiacchiere gonfie del Führer. Sereni, tranquilli e fiduciosi immaginarono scherzando come il Führer sarebbe andato a finire, se come imbonitore da baracconi o come agente d'assicurazioni.  Il 30 gennaio il Presidente del Reich nominava Cancelliere l'autore del libro Mein Kampf.»

### Libro secondo: Oggi
Gli eventi narrati nella seconda parte si svolgono fra il 1º febbraio 1933, cioè il giorno successivo alla nomina a Cancelliere di Hitler, e il 1º marzo 1933, tre giorni dopo l'incendio del Reichstag e il decreto col quale si sospendevano i diritti costituzione in Germania. Nel volgere di un solo mese cessano le esistenze del Mobilificio Oppermann e del giovane Berthold, mentre gli altri membri della famiglia Oppermann e il commesso Wolfsohn sperimentano un crescente isolamento.

Ai primi di febbraio si svolge una riunione della direzione del mobilificio Oppermann e Gustav tenta di opporsi al cambiamento del nome della ditta. Pochi giorni dopo lo stesso Gustav firma con leggerezza un manifesto redatto dalla Società dei bibliofili contro il progressivo imbarbarimento della vita pubblica; sui giornali conservatori si scatena contro Gustav una campagna di odio che si ripercuote negativamente anche sulla ditta Oppermann. Martin deve negoziare in condizioni di inferiorità la cessione del Mobilificio a Wels.

Il giovane Berthold diventa oggetto di violenze fisiche e morali da parte del professor Vogelsang e dei due compagni di scuola nazionalsocialisti. Vogelsang pretende che Berthold faccia un'umiliante ritrattazione pubblica, nell'aula magna del liceo, delle sue idee avverse al nazionalsocialismo. Gli amici e gli stessi familiari consigliano a Berthold di ubbidire. Il giovane trascorre la notte leggendo il Michael Kohlhaas e resta colpito dalle parole del protagonista del racconto di Kleist «Non intendo rimanere in un paese dove non si vogliono salvaguardare i miei diritti. Se mi si deve calpestare, preferisco essere un cane piuttosto che un uomo». Berthold sceglie pertanto di uccidersi. Mentre il nipote muore, Gustav si sta recando in treno all'estero, spinto dalle preoccupazioni dei suoi amici e familiari per la sua incolumità. 

### Libro terzo: Domani
L'ultimo libro racconta la sorte dei vari personaggi dopo il Gleichschaltung nazista. Gustav, che si è rifugiato in Svizzera, legge sulla stampa straniera dei paesi democratici quanto sta accadendo nella Germania soggetta ormai alle camicie brune; il suo fedele segretario Frischlin, che lo ha raggiunto per informarlo sulle devastazioni fatte dai nazisti nell'abitazione e nello studio di Gustav, conferma gli orrori: fine delle libertà costituzionali, umiliazioni pubbliche dei nemici, arresti, uccisioni, reclusioni nei campi di concentramento degli ebrei, degli oppositori e dei sospetti. Aumenta però il numero dei nazionalsocialisti mossi da ambizione, carrierismo o pavidità.

Nel frattempo, in Germania Martin Oppermann, perso in cavilli legali nel tentativo di salvare qualcosa del mobilificio, viene arrestato, maltrattato e costretto infine a pagare perfino le spese della detenzione. Edgar Oppermann è costretto con la violenza a lasciare la clinica dove operava; sua figlia Ruth riesce tuttavia a partire per la Palestina. Il commesso Wolfsohn viene arrestato e torturato; viene tuttavia rilasciato e decide di partire anch'egli con la famiglia per la Palestina.

Gustav, che si era trasferito in Provenza, scambia i suoi documenti con quelli di un esule tedesco e sotto falso nome ritorna in Germania dove tenta di fare opera di propaganda antinazista; ma viene arrestato e inviato nel campo di concentramento di Moosach dove è costretto ad atroci lavori forzati che lo porteranno a morte. Due mesi dopo Heinrich Lavendel, il nipote di Gustav, riceve da Frischlin due documenti dello zio: una relazione scritta da Gustav sulle violenze che aveva visto commettere «dai lanzichenecchi nazisti» in Germania e a Moosach, e una cartolina scrittagli dallo zio, con un detto talmudico: «Abbiamo il compito di contribuire all'opera, ma non ci è dato di portarla a termine».

## Critica

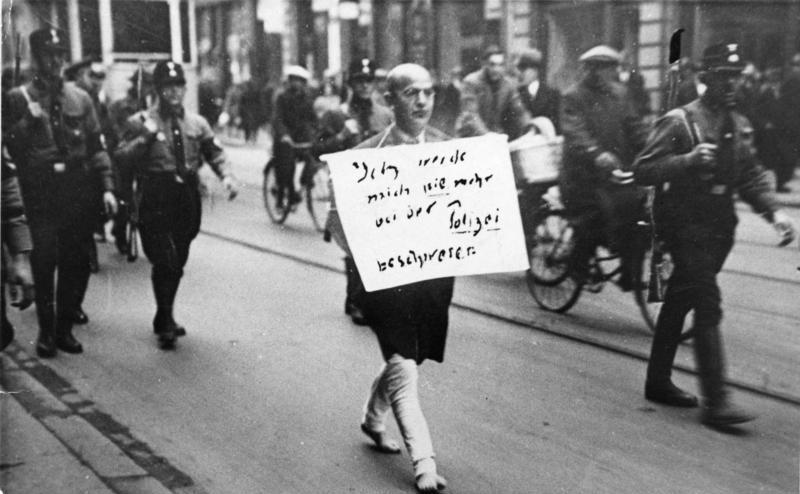
L'avvocato Michael Siegel a Monaco di Baviera con un cartello riportante la scritta "Io non mi lamenterò mai più dei buoni nazionalisti"

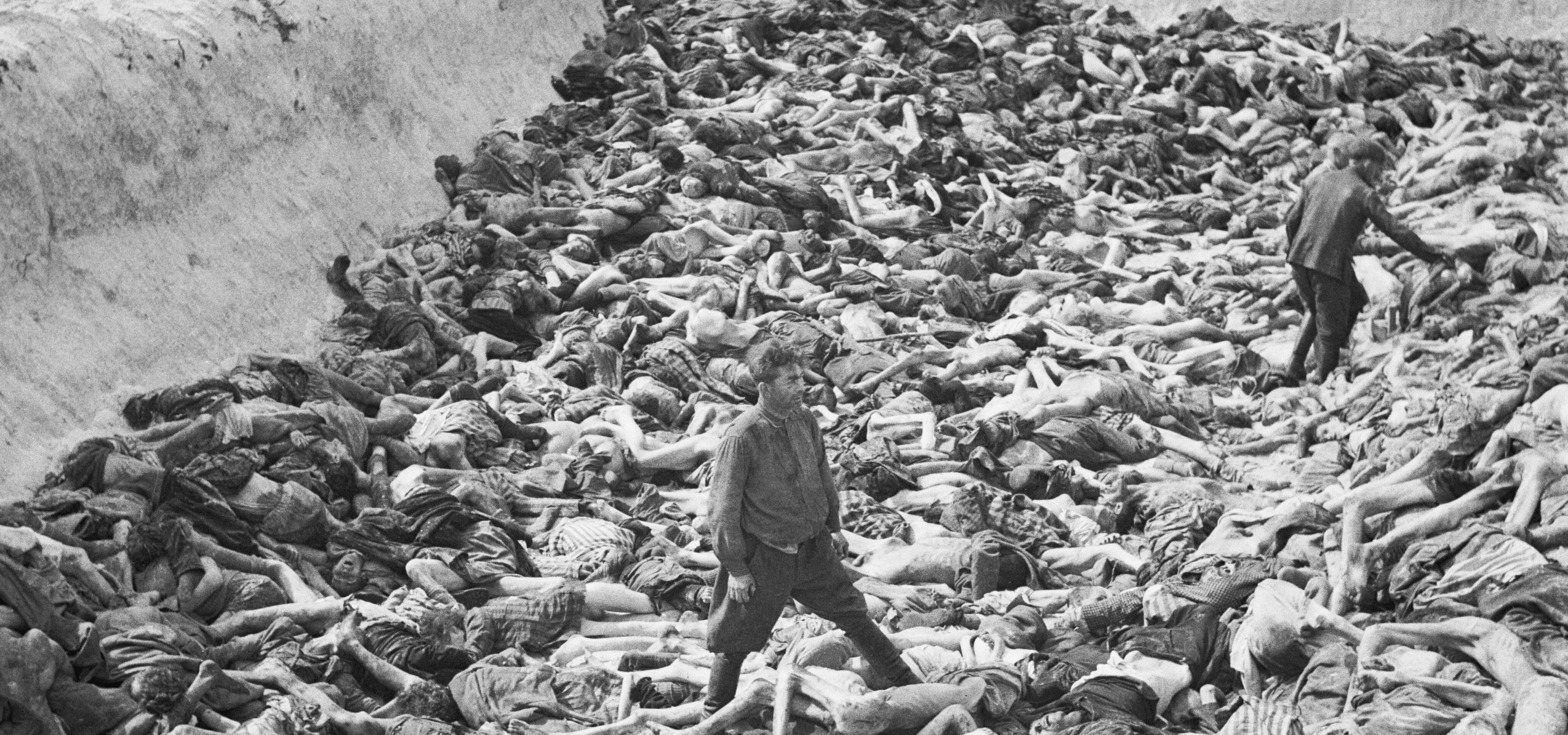
Fritz Klein nel Campo di concentramento di Bergen-Belsen (aprile 1945)

Per Dagmar Lorenz, la struttura narrativa dei Fratelli Oppermann è complessa, per la moltitudine di personaggi, caratterizzati in termini psicologici, la complessità e la continua evoluzione dello sfondo storico nel quale si svolgono le vicende e interagiscono i vari personaggi. Feuchtwanger contestualizza i suoi personaggi di fantasia con riferimenti a eventi reali e a personaggi storici, il che produce un'impressione di autenticità. I personaggi appartengono a classi sociali differenti, sebbene l'interesse principale di Feuchtwanger siano i personaggi appartenenti alla borghesia. Feuchtwanger si concentra sulla psicologia delle masse nel periodo tra le due guerre mondiali e, adottando approcci diversi, sul fenomeno delle folle naziste e delle singole figure di militanti o simpatizzanti nazisti. Le simpatie di Feuchtwanger vanno agli oppositori onesti e intelligenti del nazismo; ma gli antifascisti consapevoli e i dissidenti sono molto pochi. Numerosissimi sono gli individui che si oppongono all'ideologia nazista prima che Hitler salga alla Cancelleria, e successivamente aderiscono o si adeguano alla nuova realtà per opportunismo o desiderio di rivalsa. I nazisti o i loro simpatizzanti sono generalmente individui mediocri e corrotti, l'ideologia nazista barbara e antiquata. Non mancano tuttavia esempi di "nazisti buoni", appartenenti per lo più alla classe operaia; per esempio Hinkel, un imballatore di mobili, nazista fanatico il quale tuttavia cerca di evitare la tortura fisica al suo ex padrone Martin Oppermann durante la reclusione di quest'ultimo.

Per Susanna Nirenstein il romanzo appare oggi straordinariamente profetico; il romanzo non fa che fotografare la verità. «Il fatto è che, come l'autore ripete, nessuno voleva vedere né le affermazioni né i fatti che invece marciavano, gridavano, umiliavano, picchiavano, uccidevano, facevano strage della civiltà». Lo stesso giudizio («Il libro fu straordinariamente profetico») è dato da Sergio Romano il quale si chiede inoltre come mai «il libro, benché tradotto e pubblicato rapidamente in molti Paesi, non provocò una diffusa indignazione e non ebbe alcuna influenza sulla politica dei governi», identificando le cause nei pregiudizi di cui erano vittime gli ebrei nel periodo fra le due guerre, nel desiderio dell'opinione pubblica di evitare un nuovo conflitto mondiale non opponendosi a Hitler, e infine nell'incredulità davanti a manifestazioni di crudele barbarie «in un Paese colto e civile, ricco di straordinari successi nel mondo dell’industria e delle scienze».
Sulla veridicità dei fatti narrati da Lion Feuchtwanger possono essere segnalate alcune curiosità:
- Gustav cita l'umiliazione subita a Monaco dall'avvocato Michael Siegel, costretto a percorrere le vie cittadine con appeso al collo un cartello: "Io non mi lamenterò mai più dei buoni nazionalisti"[22].
- Alcuni episodi di atrocità contro gli ebrei nella cittadina (inesistente) di Künzlingen sono attribuiti al console "Klein di Heilbronn"[23]. Anche questi episodi sono veri: sono avvenuti in realtà a Künzelsau e a Creglingen e il Klein che dirigeva le operazioni era Fritz Klein[24]

## Opere derivate
- La famiglia Oppenheim (in russo Семья Оппенгейм?, Sem'ja Oppengejm) è un film sovietico del 1938 diretto da Grigorij L'vovič Rošal'[10]
- Die Geschwister Oppermann, film tv tedesco federale del 1983 diretto da Egon Monk e interpretato da Wolfgang Kieling (Martin Oppermann), Michael Degen (Gustav Oppermann), Peter Fitz (Edgar Oppermann), Rosel Zech (Lieselotte Oppermann)[25]

### Edizioni
- (DE) Die Geschwister Oppenheim, Amsterdam, Querido Verlag, 1933.
- I fratelli Oppenheim, traduzione di Ervino Pocar, Milano, A. Mondadori, 1946.
- I fratelli Oppermann, traduzione di Ervino Pocar, Milano, Skira, 2014, ISBN 978-88-572-2335-3.

### Fonti critiche
- (EN) Dagmar C. G. Lorenz, Lion Feuchtwanger's Family Saga Die Geschwister Oppenheim, in Nazi Characters in German Propaganda and Literature, Leiden; Boston, Brill Rodopi, 2018,  pp. 56-63, ISBN 978-90-04-36525-4.
- Eileen Romano, Qualche informazione, in Lion Feuchtwanger, I fratelli Oppermann, Milano, Skira, 2014,  pp. 343-47, ISBN 978-88-572-2335-3.
- Sergio Romano, Storia di una famiglia ebrea nella Germania nazista, in Corriere della Sera, 14 luglio 2014.
- (DE) Wilhelm von Sternburg, Lion Feuchtwanger. Die Biografie, Berlin, Aufbau-Verlag, 2014, ISBN 978-3-351-03275-3.
- Susanna Nirenstein, Torna il romanzo che ha previsto la furia nazista, in la Repubblica, 10 luglio 2014. URL consultato il 15 giugno 2021.
- Roberto Zapperi, Freud e Mussolini: la psicoanalisi in Italia durante il regime fascista, Milano, Angeli, 2013, ISBN 978-88-204-4309-2.
- (DE) Heike Krösche, Die Geschwister Oppermann (PDF), in "Ja. das ganze nochmal": Lion Feuchtwanger: deutsch-jüdisches Selbstverständnis in der Weimarer Republik, Oldenburg (Oldenburg), BIS, 2004,  pp. 104-136, ISBN 3-8142-0827-7. URL consultato il 9 luglio 2021.
- Primo Levi, Potassio, in Il sistema periodico, 1ª ed., Torino, Einaudi, 1975.
- (DE) Erfolg. Drei Jahre Geschichte einer Provinz [Successo], Berlin, Gustav Kiepenheuer, 1930.
- (DE) Exil [Esilio], Amsterdam, Querido Verlag, 1940.